# Piz Medel
El Piz Medel es una montaña en los Alpes lepontinos, ubicada en la frontera entre los cantones de Ticino y Graubünden. A 3210 m s. n. m., es la cumbre más alta de la cadena entre el puerto de Lukmanier (1915 m) y Crap la Crusch (2268 m). La montaña domina la Greina, un paso importante que conecta los cantones de los Grisones y el Tesino.
El lado norte del macizo (Graubünden) está cubierto por un gran glaciar llamado Glatscher da Medel, separado en su parte inferior en tres ramas. El macizo consta de varias cumbres, entre las cuales las más altas son Piz a Spescha (3109 m), Piz Cristallina (3128 m), Piz Uffiern (3151 m) y Cima di Camadra (3172 m). 
La ruta normal a la cumbre comienza en Fuorcla da Lavaz (2524 m), un paso que conecta los valles del norte de Medel y Sumvitg. El Swiss Alpine Club ha erigido en el paso el refugio Medel. 